# Zyxomma multinervorum
Zyxomma multinervorum is een libellensoort uit de familie van de korenbouten (Libellulidae), onderorde echte libellen (Anisoptera).
De wetenschappelijke naam Zyxomma multinervorum is voor het eerst geldig gepubliceerd in 1897 door Carpenter.